# Гудинг, Фрэнк Роберт
Фрэнк Ро́берт Гу́динг (англ. Frank Robert Gooding; 16 сентября 1861, Тивертон, графство Девон, Великобритания — 24 июня 1928, Гудинг, Айдахо) — 7-й губернатор Айдахо, впоследствии сенатор от Айдахо.

## Биография
Фрэнк Роберт Гудинг родился 16 сентября 1859 года в небольшом городе Тивертон английского графства Девоншир. В 1867 его семья переехала в штат Мичиган. Там Гудинг получил среднее образование. После этого семья вновь переехала, на этот раз в Калифорнию, где они открыли своё фермерское хозяйство. В 1881 году Гудинг поселился на территории Айдахо, где работал по контрактам в горнодобывающих компаниях. Он приобрёл гомстед и завёл домашний скот, став со временем крупнейшим овцеводом штата.
Политическая карьера Фрэнка Гудинга началась с должности в Сенате Айдахо, которую он занял в 1898 году и на которую переизбрался двумя годами позже. В 1904 году ему удалось избраться на губернаторский пост от республиканской партии. Во время его нахождения в должности волнения среди шахтёров, начавшиеся в 1890-х годах, продолжились. Как их следствие, был убит бывший губернатор штата Фрэнк Стюненберг. За убийством последовал строгий приговор, после которого Гудинг получил в свой адрес несколько угроз о расправе. Ему также пришлось устранять последствия крупной забастовки шахтёров Кер-д’Алена (англ.). Помимо прочего, во время губернаторства Гудинга был основан банковский департамент Айдахо, создана комиссия по разработке внешнего вида капитолия штата, реформирован департамент земель штата, нескольким учебным заведениям ассигнованы дополнительные субсидии, благодаря чему была построена библиотека Айдахского университета. Гудингу удалось переизбраться на второй срок.
После окончания губернаторства Фрэнк Гудинг вернулся к занятию скотоводством. Он основал названный в честь него город Гудинг. В 1913 году в честь Гудинга был назван целый округ.
В 1918 году Гудинг попытался избраться в Сенат США, но неудачно. Однако уже в 1920 году он сменил в должности досрочно ушедшего в отставку сенатора Джона Ньюджента. В 1926 году Гудинг переизбрался сенатором и находился в этой должности до 1928 года.
Фрэнк Гудинг был женат на Аманде Томас, от которой имел троих детей. Он скончался 24 июня 1928 года в городе Гудинг штата Айдахо.